# Johann Hinrich Köser

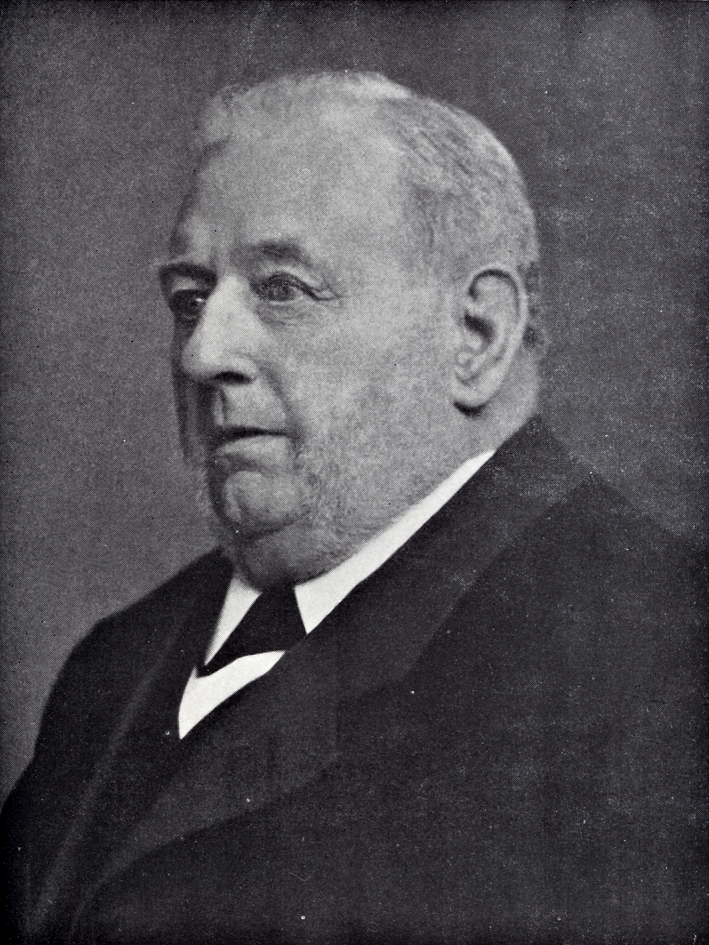
Johann Hinrich Köser 1835–1921

Johann Hinrich Köser (* 4. Juli 1835 in Twielenfleth; † 7. Januar 1921 in Hamburg) war ein deutsch-englischer Unternehmer. Er begründete das deutsche Fischauktionswesen und legte den Grundstein für die seit über 150 Jahren bestehende Firma H. Köser, in der er als Lebensmittelhändler, Spediteur, Reeder und beeideter Fischauktionator wirkte.

## Biografie
Im Alten Land wurde er als Sohn des Tonnenlegers Claus Köser und seiner Frau Catharina Adelheid, Tochter eines Elblotsen aus Bassenfleth, geboren. Johann Hinrich Köser verließ die Heimat 1851 mit 16 Jahren und fuhr mehrere Jahre als Steward zur See. 1856 heiratete er die im Mai 1836 in Hull geborene Anni Vincent, ließ sich in England naturalisieren und gab 1862 die Seefahrt auf.
1862 gründete Köser sein Handelsgeschäft H. Koser Fruit and Potato Merchant and Commission Agent in Hull (Kingston upon Hull) mit Niederlassungen in Grimsby und Liverpool. Das „H“ in der Firmenbezeichnung bedeutet „Henry“ als Übersetzung seines zweiten Vornamens.
1867 kehrte Köser nach Deutschland zurück und eröffnete einen weiteren Standort der Firma für Im- und Export von Lebensmitteln mit Spedition in der Hafenstraße in Hamburg St. Pauli.
Johann Hinrich Köser handelte zunächst vor allem mit Äpfeln aus dem Alten Land. Der Obstexport dehnte sich bald auch auf Bickbeeren (Heidelbeeren) und Pflaumen aus; daneben betrieb er nach einiger Zeit auch den Export von Hefe. Alle seine für England bestimmten Waren beförderte Köser mit einer neu eingerichteten, zwischen Hamburg, Hull und Grimsby verkehrenden Dampfschifffahrtslinie.
Zwischen Hamburg und Altona bestand eine Rivalität, die insbesondere den Fischumschlag betraf. Dieser Konkurrenzkampf fand im Stuhlmannbrunnen seinen künstlerischen Ausdruck. Fisch wurde noch im 19. Jahrhundert in ungeregelter Handelskette dem Endverbraucher zugeführt. Ein Auktionswesen gab es hierfür nicht. Die Fischer segelten auf Ewern hinaus zum Fang auf der Elbe und in die Deutsche Bucht. Zwischenhändler fuhren ihnen als Reiseaufkäufer auf dem Fluss entgegen, kauften den Seeleuten die frisch gefangene Ware ab und veräußerten sie an Land auf den Fischmärkten Hamburgs und Altonas. Der Profit für den Zwischenhandel lag in dem Vorteil, dass weder auf See noch an der Küste das Preisniveau des jeweils anderen Kontrahenten bekannt war.
Da Johann Hinrich Köser aus England Auktionen für die Versteigerung von Fisch kannte, stellte er 1885 beim Hamburger Senat den Antrag auf Vereidigung als Fischauktionator. Diese erfolgte am 20. November 1886. Die Finanzdeputation beschloss, „dem Köser unter der Voraussetzung, dass er den gesetzlichen Vorschriften nachkommen werde, und unter Vorbehalt jederzeitigen Widerrufs, zu gestatten, in der St. Pauli-Markthalle öffentliche Fischauktionen abzuhalten“. Die Hamburger Behörden verpflichteten ihn auf die „Allgemeinen Hamburger Versteigerungsvorschriften von 1871“.
Ebenfalls 1886 ließ Köser den Lotsen-Versetzdampfer Neuwerk bei der Werft von Janssen & Schmilinsky zum Fischdampfer umbauen.
Als Solea kehrte dieser am 19. November 1886 mit 4.000 Pfund Fisch von der ersten Reise zurück. Am 20. November 1886 wurde unter der Leitung von Johann Hinrich Köser in der St. Pauli-Markthalle die erste deutsche Fischauktion abgehalten. Der komplette Fang der Solea fand seinen marktgerechten Preis.

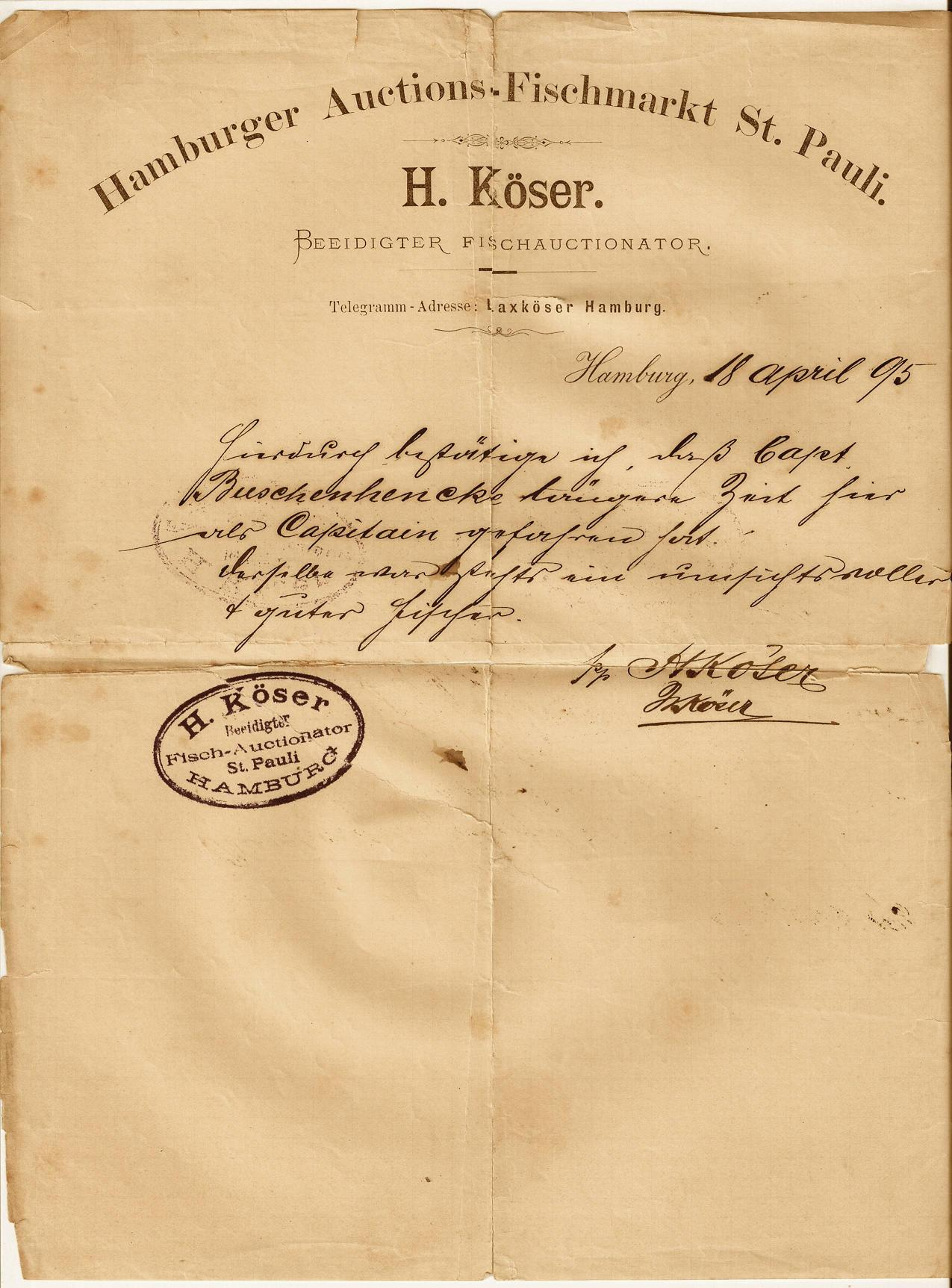
Von Johann Hinrich Köser ausgestelltes Zeugnis

Im Anschluss an den Bremerhavener Friedrich Busse setzte Köser so den zweiten deutschen Fischdampfer in Betrieb und begründete damit die Hamburger Ära der für die moderne Hochseefischerei bedeutsamen Antriebstechnik. Reedereigeschäfte besorgte Köser zunächst auf eigene Rechnung. Hinzu kam die Bereederung der von seinem Bruder Ratje Köser für den Fischfang gebauten Fischdampfer Platessa, Gadus und Rhombus, die mit 31 m Länge die 25 m lange Solea übertrafen.
Die Versteigerung als neue Form des Fischverkaufs ermöglichte den Absatz ungewohnt großer Mengen Fisch in für damals erstaunlich kurzer Zeit. Für Fischer, den Fischhandel an Land und die Verbraucher ein erheblicher Vorteil gegenüber der herkömmlichen Verfahrensweise. Nach Köser wurde 1887 Gustav Platzmann als weiterer Fischauktionator für Hamburg vereidigt. Er führte seine erste Auktion am 14. März 1887 durch. Beide Unternehmer prägten bis weit ins 20. Jahrhundert die Hamburger und Altonaer Fischauktionen.
Zahlreiche Fischhändler wanderten von Altona nach Hamburg ab. Durch diese wirtschaftlichen Einbußen sah der preußische Vorort sich gezwungen ebenfalls eine Fischauktion ins Leben zu rufen. Im Juni 1887 ernannte der Altonaer Magistrat den Fischhändler und ehemaligen Reiseaufkäufer Johann Cohrs zum Fischauktionator. Drei Bedingungen stellte die zuständige Altonaer Stadtverordnetenkommission an die neue Position: Der Auktionator musste eine Kaution von 1.000 Mark als Garantie für die Einhaltung der Auktionsbedingungen hinterlegen, sollte für statistische Zwecke monatlich eine Zusammenstellung der Auktionsverkäufe einreichen und durfte nicht mehr als Reiseaufkäufer tätig sein. Zwischen der „Straße an der Elbbrücke“ und dem Anlandeplatz der Fischer ließ der Magistrat 1887 einen Speicher abreißen und auf dem frei gewordenen Gelände eine hölzerne Auktionshalle von 29,3 m Länge und 22,2 m Breite errichten. Diese war der Vorläufer der 1895/96 errichteten Fischauktionshalle, die ebenfalls zunächst von Cohrs genutzt wurde.

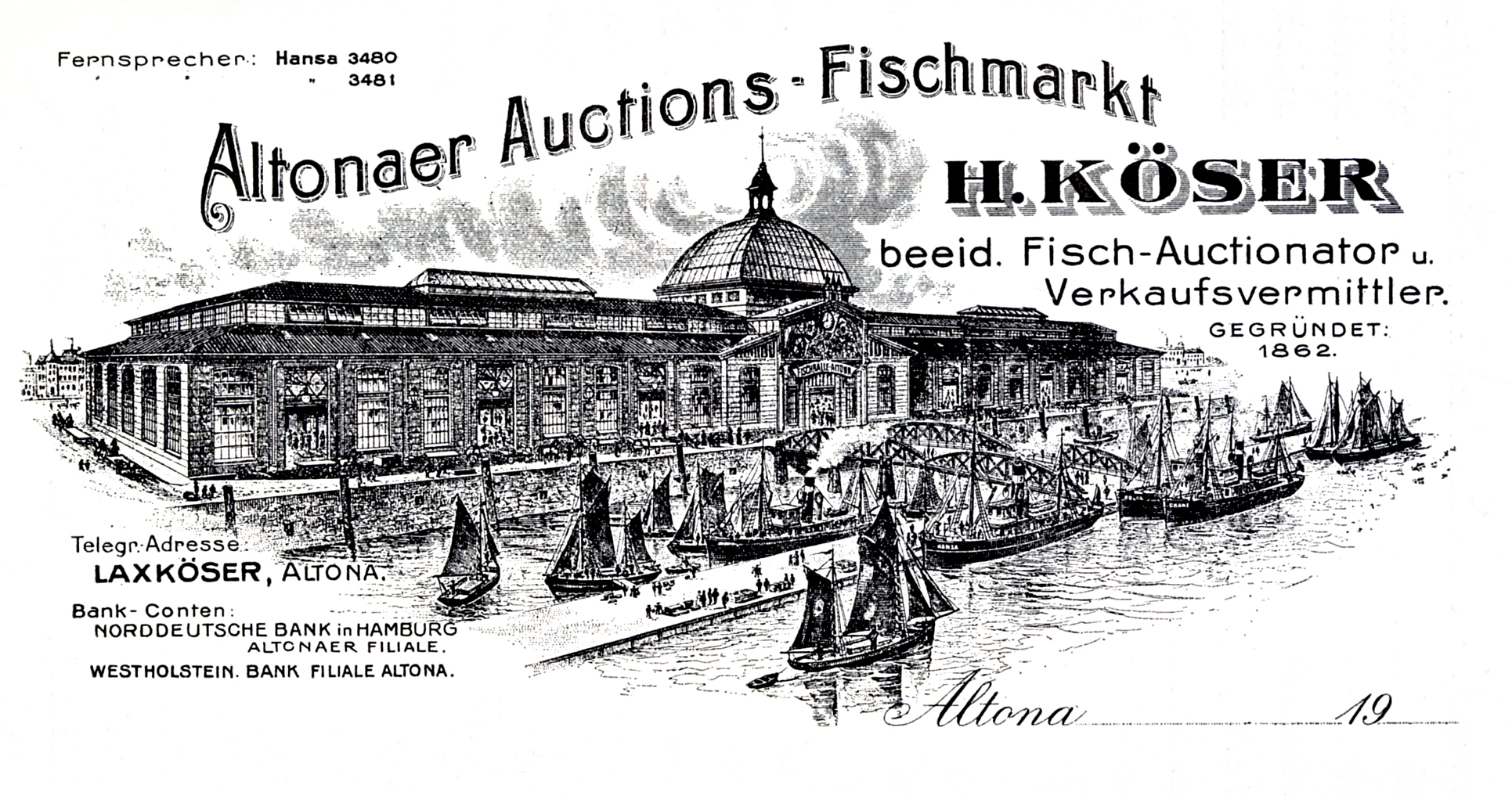
Briefkopf der Firma H. Köser mit Altonaer Fischauktionshalle

1908 starb der in Altona zuständige Fischauktionator Johann Cohrs. Der Magistrat ließ nicht zu, dass eine Frau (Cohrs Witwe) das Geschäft fortführte, suchte nach einem geeigneten Bewerber und so erhielt Johann Hinrich Köser das Angebot diese Aufgabe zu übernehmen. Aus dessen Sicht sprachen bessere Fischerei- und Auktionsanlagen als in Hamburg-St. Pauli dafür. Der Verlust der Hamburger Umsätze sowie die durch den Auktionatoren-Wechsel möglichen Umsatzrückgänge ließen ihn allerdings anfangs zögern. Gemeinsam mit seinen Söhnen Walter und Arthur entschied er sich das Angebot anzunehmen.
Vier Fischdampfer brachten Kösers mit nach Altona. Der hohe Bedarf führte zu weiteren Neubauten zur Ausweitung der Fangflotte, die mit finanzieller Beteiligung von Unternehmen und Privatpersonen stattfand.
1908 gründete Köser mit seinen Söhnen Walter und Arthur eine Frischherings-Importfirma, ein weiteres Standbein des Familienunternehmens. Als Arthur Köser & Co. verfügte sie vornehmlich über skandinavische und englische Verbindungen.
Das Auktionswesen übergab der Vater an seinen Sohn Walter, während Arthur das Fischhandelsunternehmen weiterführte. Der Obsthandel mit Niederlassungen in England, die der dritte Sohn Harry geleitet hatte, war aus wirtschaftlichen Gründen eingestellt worden.
Johann Hinrich Köser starb nach kurzer Krankheit. Er wurde auf dem Friedhof Ohlsdorf in Hamburg bestattet.
Die Firma H. Köser, seit 1968 in Bremerhaven ansässig, ist heute eine Delikatessenmanufaktur mit Versandhandel. Das Importhaus Arthur Köser & Co. hat seinen Sitz ebenfalls in Bremerhaven.

## Trivia
Für die Beladung der Schiffe wendete Köser einen Trick an, der der von ihm aufgegebenen Ware einen Qualitätsvorteil verschaffte. Hierzu ließ er den Kutscher das Pferdefuhrwerk solange durch Nebenstraßen dirigieren, bis das Schiff fast vollständig beladen war. Ein vereinbartes Signal ließ ihn erst im letzten Moment an der Bordkante anliefern. Empfindliche Früchte lud man auf diese Weise zum Schluss „obenauf“. So genossen sie eine vergleichsweise gute Belüftung während der Überfahrt und wurden im Zielhafen als erstes gelöscht.